# Bo Outlaw
Charles "Bo" Outlaw (13 de Abril de 1971, San Antonio, Texas) é um ex-jogador profissional de basquetebol norte-americano. Outlaw ficou conhecido por sua capacidade atlética, sua aproximação defensiva e seu baixo aproveitamento em arremessos de lances-livres.

## Amadorismo

### Colegial
Tornou-se aluno da John Jay High School em 1989, onde liderou Os Mustangs para a final estadual de basquetebol do estado do Texas, sendo derrotados pela equipe de Houston.

### Universidade
Outlaw jogou pela equipe de South Plains e pela Universidade de Houston. Em Houston, Outlaw conseguiu uma média de 14.0 Pontos Por Partida, 9.1 Rebotes Por Partida, e conquistou a primeira divisão daNCAA com uma média de 68,4% de arremessos convertidos. Em 1993 estava elegível para o Draft da NBA, mas não foi selecionado.

## Profissionalismo

### Associação Continental de Basquetebol
Outlaw começou sua carreira profissional na Continental Basketball Association. Conseguiu a média de 3.8 bloqueios por partida na meia temporada em que jogou pelo Grand Rapids Hoops.

### NBA

#### Los Angeles Clippers (1993-1997)
Em 14 de Fevereiro, Bo Outlaw assinou um contrato de 10 dias com a equipe de Los Angeles Clippers.  Em 15 de Fevereiro de 1994, Outlaw fez sua estréia, marcou 13 pontos e 7 rebotes na vitória por 100x89 frente ao Los Angeles Lakers. Pelo Clippers, jogou três temporadas completas, tendo avançado para os playoffs em 1997, mas a equipe foi eliminada na primeria fase para o Utah Jazz.

#### Orlando Magic (1997-2001)
Outlaw saiu de Los Angeles após encerrar o contrato, pouco depois assinou um contrato de dois anos com o Orlando Magic.
Durante a Temporada da NBA de 1997-98, Outlaw começou jogando em 76 de 82 partidas e fez a maioria dos seus recordes em uma só temporada, mas apesar disso, não conseguiu avançar aos playoffs. Depois do técnico Chuck Daly se aposentar e ser substituído por Doc Rivers, Outlaw assinou mais um contrato e jogou pela equipe por mais duas temporadas e meia.
Esteve presente em um total de 285 partidas na temporada regular atuando pela equipe do Orlando Magic, onde conseguiu fazer 2.092 pontos.

#### Phoenix Suns (2001-2003)
Envolvido em uma troca entre as equipes do Orlando Magic, Los Angeles Clippers e Phoenix Suns, Outlaw acabou se transferindo para o Phoenix Suns. Em sua estreia, esteve em quadra por 14 minutos, convertendo duas cestas de 2 pontos, pegando 3 rebotes e cometendo uma falta.
Outlaw ficou quase duas temporadas inteiras no Phoenix Suns, esteve presente em 153 partidas e fez um total de 720 pontos. 

#### Memphis Grizzlies (2003-2004)
Em 30 de Setembro, Outlaw foi envolvido em mais uma troca, dessa vez com o Memphis Grizzlies. Pela equipe, jogou todos os jogos da temporada, mas apenas em uma oportunidade começou como titular. Após as 82 partidas da temporada, Outlaw terminou com apenas 379 pontos. Mesmo com o baixo aproveitamento, conseguiu avançar com a equipe para os playoffs, mas a má fase continuou e teve aproveitamento de 0 em 7 tentativas de arremessos de quadra. 
Rescindiu em 1º de Novembro de 2004 com a equipe. 

#### Phoenix Suns (2004-2005)
Uma semana após ter rescindido o contrato com o Memphis Grizzlies, recebeu uma proposta para voltar a jogar pelo Phoenix Suns. Teve poucas oportunidades e, quando foi lhe dado a chance, não conseguiu aproveitar. Participou de apenas 39 partidas, marcando 29 pontos. A equipe avançou para os playoffs, no qual Outlaw jogou apenas 2 minutos e fez apenas uma assistência, uma roubada de bola e errou um arremesso. 

#### Orlando Magic (2005-2007)
Após término do contrato com o Phoenix Suns, Outlaw assinou, em 29 de Setembro de 2005, um contrato com o Orlando Magic. Continuou tendo poucas oportunidades e viu sua carreira se encerrar logo após uma partida contra o Seattle SuperSonics em 13 de Novembro de 2007. Sua última cesta foi feita faltando 3 minutos e 10 segundos para acabar a partida, contra o Seattle.